# 九四式四号乙無線機
九四式四号乙無線機（きゅうよんしきよんごうおつむせんき）は大日本帝国陸軍が開発した車両用無線機である。九二式重装甲車に搭載された無線機で、電信送信および無線電話が可能である。通話距離は約1km。無線機の運搬に際しては、箱に全ての装置を収めて運ぶことができた。全備重量は40kg。
昭和6年から開発が開始された。研究方針は、列車無線および移動通信所用に軍用列車に搭載できるものであること、輓馬車輌や自動車など移動中の車両相互の通信に使えることとされた。10月、陸軍騎兵学校は富士裾野で機甲自動車射撃演習を行い、このときに八八式飛行機用三号無線電話機を使用した。結果、装甲自動車には無線電話装置が有効かつ必要な装備であることが確認された。
昭和7年、十三号甲無線機を一部改修し、第一回試験を実施した。結果、所期の性能が確認された。
昭和8年2月から6月、第一回試作器材の試験が陸軍騎兵学校により行われた。数次の試験により器材と車内装備に補修が行われた。判定は、構造はおおむね堅牢で、各部の機能は良好であること、取扱いが簡易であること、短期教育で実用通信ができるというものだった。行動中、または停車中の装甲自動車が通信連絡を行うにあたり、充分実用的な価値があると認められた。9月から11月、試験を実施し装備に若干補修を行った。
昭和9年、審査方針の一部が修正され、行動間の通信可能距離が0.5kmから1kmとされた。これを踏まえ、交信の確実度を向上させ、取扱いの容易化を図って第二次試作が行われた。これは改造九二式装甲自動車に装備され、昭和9年6月に試験を実施、改修を加えた。8月、満州北部で雨期・炎熱試験を実施。夏季の実用的な電信交信が可能なこと、しかし無線電話は非常な近距離でのみ実用できるものであることが確認された。
昭和10年1月、満州北部での冬期試験の結果、修正された九二式装甲自動車に搭載の上で若干処置を講じれば、無線電話と電信の両方がおおむね良好に機能すると認められた。3月、兵器採用試験の実績から短期に製造可能であると確認された。
9月には陸軍騎兵学校の試験によりおおむね実用に適すると認められた。11月には本無線機につき、陸軍技術本部に意見を求めて異論がないことから仮制式制定の上申が認可された。昭和10年12月に上申が行われた。

## 構成
この無線機は通信機、付属品と材料で構成される。通信機は送信部と受信部の2部分で組み立てられていた。
通信機内容
- 送信部・水晶制御または主発振によって無線電話と電信送信を行う。周波数範囲は4,200から4,600キロサイクル毎秒。
- 受信部・拡大と検波機能を持つ。周波数範囲は受信部と同様である。
- 付属品・調整盤、受話器など。
- 他材料

発電装置内容
- 直流発電機・蓄電池を電源とする。この発電機では通信機の発振部と受信部が必要とする電圧を供給する。
- 付属品・ワイヤーカッター、ねじ回し、ケーブル、収納用の箱など。

材料内容
- 空中線・長さ約5mの被覆線を使用し、高さ2mの電柱に張った。地線には重装甲車の車体本体が使用された。